# Cadaba divaricata
Cadaba divaricata är en kaprisväxtart som beskrevs av Ernest Friedrich Gilg. Cadaba divaricata ingår i släktet Cadaba och familjen kaprisväxter. Inga underarter finns listade i Catalogue of Life.